# Горжий, Людмила Михайловна
Людмила Михайловна Горжий (укр. Людмила Михайлівна Горжий; род. 1938) — советский и украинский тренер — Заслуженный тренер УССР (1989), Заслуженный работник физической культуры и спорта Украины (2000).

## Биография
Родилась 26 июня 1938 года в городе Проскуров (ныне Хмельницкий) Украинской ССР.
В 1965 году окончила Одесский финансово-кредитный техникум. Стала работать тренером ДЮСШ № 1, а с 1974 года — спортивного клуба «Заря» в Николаеве. Когда в 1970-х годах муж Людмилы Михайловны — Владимир Горжий — основал николаевскую школу прыжков на батуте, вместе они подготовили известных спортсменов — Викторию Беляеву (первая чемпионка СССР и Европы из Николаева, призёр чемпионатов мира), Елену Коломиец (неоднократная чемпионка мира и Европы) и Сергея Буховцева (чемпион Европы и обладателя Кубка мира).
Спустя десять лет после распада СССР, в Николаеве начался новый этап в развитии батутного спорта и в городе был создан центр подготовки спортсменов по прыжкам на батуте под руководством Владимира Горжия, его помощником всё также стала жена Людмила. Они воспитали выдающихся батутистов — Оксану Цигулёву и Елену Мовчан.
В 2001 году Людмила и Владимир Горжий получили почётные знаки «Горожанин года» в номинации «Физкультура и спорт» (2001).
В семье выросли две дочери — Татьяна Шуйская и Наталья Боровская, которые тоже стали заслуженными тренерами Украины.